# Rosenvingeska huset
Rosenvingeska huset ligger i Västergatan 5 i Malmø.[1] Huset upførtes 1534 (eventuelt tidligere) og er et af de aller første eksempler på renæssancen i Skandinavien. På en inskriptions i sten står følgende (frit oversat fra plattysk til svensk):
| Citat | Ack människa, betänk din lott, Hur Gud av jord dig skapat blott, Hur döden smyger, tjuven lik, Och rycker bort både arm och rik. | Citat |
|       | |       |